# Mount Lyell
Mount Lyell je nejvyšší hora pohoří Cathedral Range a současně také nejvyšší hora Yosemitského národního parku.
Mount Lyell leží v centrální části pohoří Sierra Nevada, na hranicích krajů Madera, Mariposa a Tuolomne, na východě Kalifornie.
Na vrcholu hory se nachází největší ledovec na území Yosemitského národního parku. Přes svoji obtížnou dostupnost (nejkratší zpáteční turistická trasa má délku 43 km) je Mount Lyell oblíbeným turistickým cílem.

## Geografie
Mount Lyell leží v jihovýchodní části pohoří Cathedral Range. Jižně na pohoří navazuje Ritter Range (obě pohoří tvoří podskupinu Sierry Nevady). 25 km západně se nachází Half Dome a Yosemitské údolí. 25 km severovýchodně leží známé solné jezero Mono Lake.